# Cymothoe mabillei
Cymothoe mabillei is een vlinder uit de onderfamilie Limenitidinae van de familie Nymphalidae. De wetenschappelijke naam van de soort is voor het eerst geldig gepubliceerd in 1944 door Frans Overlaet.